# (5771) Somerville
(5771) Somerville est un astéroïde de la ceinture principale.

## Description
(5771) Somerville est un astéroïde de la ceinture principale d'astéroïdes. Il fut découvert le 21 septembre 1987 à la station Anderson Mesa par Edward L. G. Bowell. Il présente une orbite caractérisée par un demi-grand axe de 3,13 UA, une excentricité de 0,22 et une inclinaison de 8,2° par rapport à l'écliptique.

## Compléments